# Sveti Boštjan (Perugino, Louvre)
Sveti Boštjan je Peruginova slika sv. Boštjana okoli leta 1495, ki je zdaj v zbirki Louvre. Med letoma 2012 in 2017 je bilo začasno na ogled v podružnici Louvre-Lens. Verjetno gre za delo, omenjeno v inventarju zbirke Barberini v Rimu iz 17. stoletja, ki je bila pozneje razpršena. Več del iz nje je bilo v 19. stoletju odnesenih v tujino, pri čemer je leta 1896 Louvre kupil svetega Boštjana.

## Opis
Prikazuje svetnika v kontrapostni pozi, vzeti iz Polikletovega Kopjenosca, ki je odmevna v kasnejši kopiji z avtografom, ki je zdaj v São Paulu. Simetrična kompozicija se naslanja na Peruginova zgodnejša dela - prvič je uporabil motiv v sv. Boštjanu med sv. Rokom in sv. Petrom, fresko naslikano v Cerquetu pri Perugii. Stoji na terasi pod monumentalnim lokom z groteskno okrašenimi pilastri in balustrado. Na dnu ploščadi je latinski napis SAGITTAE. TUAE.INFIXAE. SUNT. MICHI, vzet iz Psalma Ps 38,2 (Tvoje puščice so zapičene vame). Za umetnika je značilno globoko krajinsko ozadje z gozdnatimi griči in gorami. Na levi sta porušen obok in steber, ki simbolizirata propad poganskega sveta.